# JRC
JRC (dříve JRC Interactive, krátce také Game Czech) je internetový obchod s kamennou sítí prodejen prodávající počítačové hry v Česku a na Slovensku. Společnost JRC se věnuje tematice gamingu, tedy produktům z herního průmyslu, jako jsou herní konzole, herní počítače, hry, společenské hry, merchandise a herní příslušenství.

## Historie
Firmu založil pod hlavičkou Svazarmu Jiří Richter (mimo jiné autor systému Visicopy 3), s nímž začal spolupracovat Slavomír Pavlíček, který nakonec partnerství od Jiřího Richtera odkoupil a stal se vlastníkem firmy JRC (Jiří Richter Computers). Od začátku byl její činností dovoz počítačových her. Nejprve dovážela hry pro Atari a Commodore, později pro PC. Po čase, v 90. letech se stala oficiálním partnerem Sony pro distribuci konzolí PlayStation 1. 
V srpnu 2008 se firma stala součástí mezinárodní sítě Game Group PLC, jejíž jméno v podobě Game Czech převzala. Po jejím rozpadu byla prodána Genesis Capital a v září 2012 se vrátila ke svému původnímu názvu JRC Czech. Nový majitel Genesis Capital vstoupil s JRC také na slovenský trh, kde převzal síť prodejen Brloh. Po třech letech byly úvěry spojené s tímto rozšířením splaceny a v tu chvíli prodal svůj stoprocentní podíl novému majiteli, investiční společnosti Hamaga Michala Šnobra.
V roce 2021 odkoupila JRC (společně také se slovenským sourozencem s názvem Brloh.sk) česká společnost Smarty CZ a.s. V průběhu roku 2022 představilo Smarty, spolu s komunikační strategií „Stačí pípnout“, prodejny s novým konceptem nakupování, které propojují svět gamingu a chytré elektroniky. Původní JRC prodejny jsou tímto krokem postupně přepracovávány a stávají se součástí zcela nových Smarty.cz prodejen. Do konce roku 2024 by mělo být těchto nově koncipovaných prodejen v České republice otevřeno celkem 40.[potřebuje aktualizovat]

K roku 2021 představilo JRC společně se Smarty své počítačové sestavy a vznikla tak nová značka herních počítačů TIGO. TIGO herní sestavy jsou sestaveny pro všechny typy hráčů, od úplných začátečníků přes pokročilé až po profesionální esportové hráče.

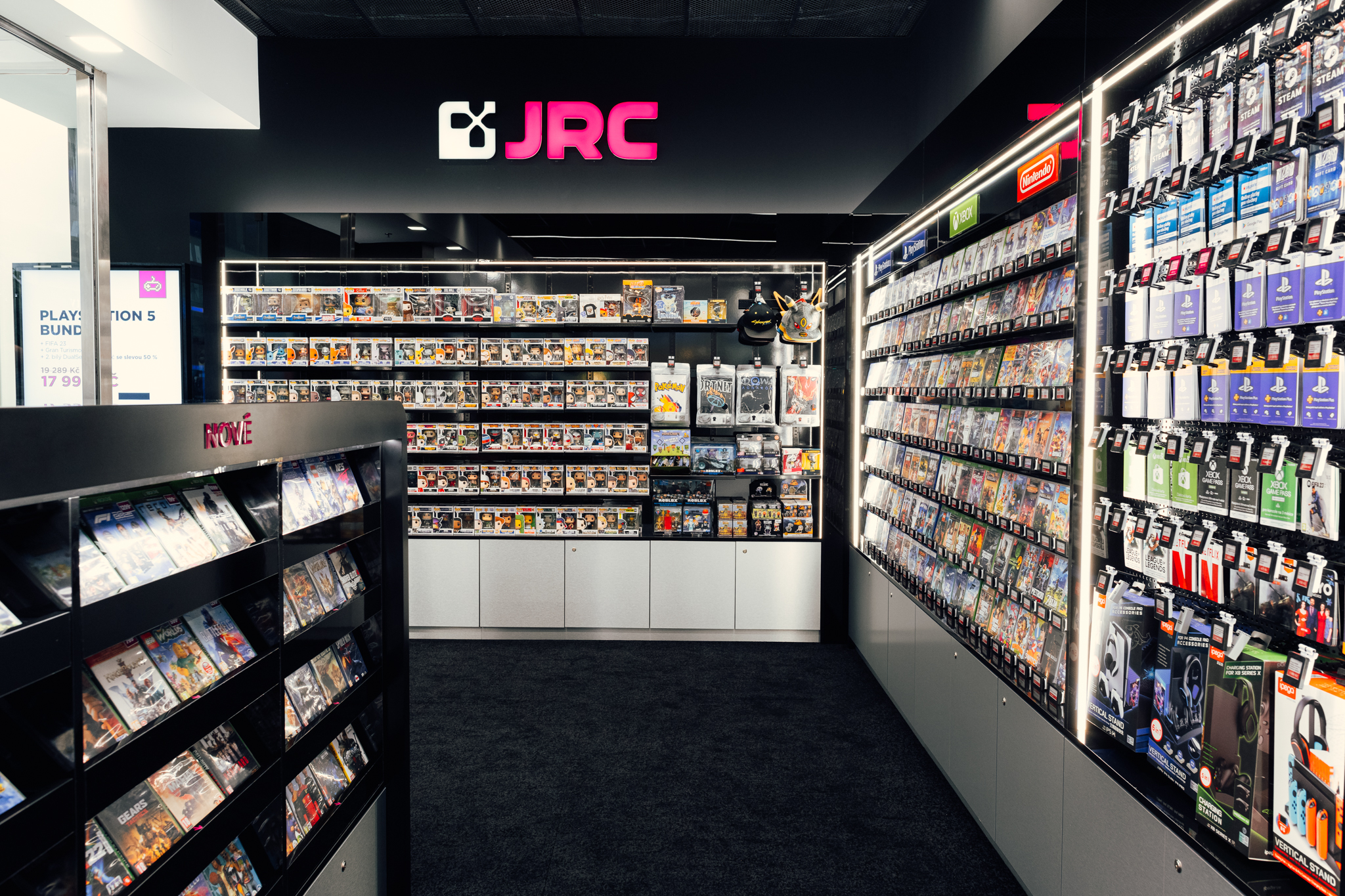
JRC prodejna v novém konceptu zobrazení.

### Vydávání her
Společnost JRC Interactive vydávala některé tituly českých výrobců počítačových her nebo jejich kompilace. Jediná hra, kterou společnost financovala i vydala pod svou hlavičkou JRC Interactive, byla hra Gooka.

## Vystupování navenek
K roku 2022 vystupuje JRC společnost v novém konceptu pixelového zobrazení. Pixel je pomyslný spojovací prvek pro komunikaci se světem hráčů a fanoušků chytrých technologií, kdy každý produkt, který společnost prodává, v sobě ukrývá pixely. Ať už se jedná o mobilní telefon, notebook, obrazovku či hru. Koncept propojení světa chytré elektroniky a gamingu byl takto převeden do reálné formy v podobě černobílého designu prodejny.